# Lejšovka
Lejšovka é uma comuna checa localizada na região de Hradec Králové, distrito de Hradec Králové‎.